# Mondays at Racine
Mondays at Racine ist ein US-amerikanischer Dokumentar-Kurzfilm aus dem Jahr 2012. Der Film über einen Friseursalon in Islip auf Long Island wurde 2013 für einen Academy Award als Bester Dokumentar-Kurzfilm nominiert.

## Handlung
Die Schwestern Rachel und Cynthia führen den Friseur- und Schönheitssalon Racine in Islip, Long Island. An jedem dritten Montag im Monat verzichten Rachel und Cynthia auf ihren freien Tag und öffnen ihren Salon für krebskranke Frauen, die kostenlos einen Haarschnitt oder eine Schönheitsbehandlung bekommen. Der Film dreht sich unter anderem um die Frage, warum der Verlust der Haare für Krebspatientinnen oftmals so traumatisch ist, wenn doch das ganze Leben auf dem Spiel steht. Cynthia und Rachel helfen den Frauen mit Perücken, modischen Kopfbedeckungen, falschen Wimpern, Massagen, Maniküren und Pediküren. Im Salon wird viel gelacht, viel geweint und über Ängste und Sorgen geredet.

## Auszeichnungen und Nominierungen
- Independent Film Festival Boston 2012: Gewinner des Publikumspreises in der Sparte Dokumentar-Kurzfilm
- Oscarverleihung 2013: Nominierung als Bester Dokumentar-Kurzfilm